# 岡山電気軌道清輝橋線
清輝橋線（せいきばしせん）は、岡山県岡山市北区の柳川停留場から清輝橋停留場までを結ぶ岡山電気軌道の路線である。

## 路線概要
岡山の市街地を走る全線が複線・併用軌道の路面電車である。東山線の柳川停留場から分岐し、柳川筋（国道53号・国道30号）を南下して清輝橋停留場に至る。
岡山電気軌道は、清輝橋から先、豊成までの特許も保有していたが、実現されないまま1960年に失効している。
運賃は140円（2013年現在）だが、岡山電気軌道を含むバス各社（宇野自動車を除く）が岡山駅 - 天満屋バスステーション間の運賃を120円（宇野自動車の岡山駅 - 表町バスセンター間は100円）としていることから、並行する岡山駅前 - 柳川 - 郵便局前間の運賃も120円（2022年10月1日現在）となっている。
同線が通る柳川筋で2期に分けて共同溝建設工事（工事の期間中、軌道は路肩に移設され、日本では珍しいサイドリザベーション方式が採られた）が行われ、工事と同時に軌道中心間拡幅工事が行われた結果、全線がセンターポール（柳川 - 大雲寺前間は中央分離帯に設置）による架線支持となっていて、清輝橋以外のすべての停留場が1面2線の島式ホームとなっている。2002年に9200形「MOMO」導入にあわせて、清輝橋以外の停留場のバリアフリー化（停留場内へのスロープの設置、それに伴う停留場長の延長など）が行われ、郵便局前停留場には屋根も設置された。その後新設された東中央町停留場については当初からバリアフリー対応で施工された。清輝橋停留場については歩道橋の階段が停留場に接続していることなどからバリアフリー化工事は実施されなかったが、2007年4月から工事が行われた大雲寺 - 清輝橋間のセンターポール化にあわせてバリアフリー化工事が実施されることとなり、2007年8月にホーム部分の拡幅・屋根の設置などの停留場の全面改修工事が完成して新しい停留場での使用が開始された。2007年11月には、停留場南側への横断歩道の新設が行われバリアフリー化工事は完了した。

### 路線データ
- 路線距離（営業キロ）：1.6km
- 軌間：1067mm
- 停留場数：7（起終点含む）
- 複線区間：全線
- 電化区間：全線（直流600V）

## 運行形態
清輝橋線はすべての電車が岡山駅前に直通している。
おおむね10分間隔の運転で、渋滞等が無ければ岡山駅前 - 清輝橋間の所要時間は約12分である。

## 歴史
- 1928年（昭和3年）3月18日 大日本勧業博覧会第三会場への輸送のため柳川線として柳川 - 大雲寺町間が開業[3]。
- 1931年（昭和6年）9月1日 磨屋町筋 - 蓮昌寺前間に東田町停留場が開業。
- 1937年（昭和12年）7月6日 東田町停留場を郵便局前停留場に改称。
- 1942年（昭和17年）6月23日 蓮昌寺前停留場を市役所前停留場に改称。
- 1946年（昭和21年）9月6日 大雲寺前 - 清輝橋間が開業。新西大寺町筋 - 大雲寺町間廃止。清輝橋線に改称。
- 1954年（昭和29年）8月11日 市役所前停留場を中鉄バス前停留場に改称。
- 1967年（昭和42年）月日不明 磨屋町筋停留場を廃止。
- 1985年（昭和60年）7月1日 中鉄バス前停留場を田町停留場に改称。
- 2007年（平成19年）8月3日 大雲寺前 - 清輝橋間に東中央町停留場が開業。
- 2012年（平成24年）7月20日 ダイヤ改正を実施し、9分間隔から10分間隔の運転に変更。減便となる。

### 備考
かつての大雲寺町停留場は現在の大雲寺前とは別の位置に存在した。当時の線路は新西大寺町停留場を出た後に現在のおかやま信用金庫新西大寺町支店脇を斜めに入る路地（すなわちこの路地そのものが柳川線の廃線遺構である）を抜け三叉路を右に入り大雲寺（停留場ではなく寺院）の裏にある交差点に出る。この交差点の位置がかつて大雲寺町停留場のあった場所である。

## 停留場一覧
全停留場岡山県岡山市北区に所在。番号は、岡山駅前をS01としている。 
| 番号 | 停留場名                                        | 周辺 | 接続路線                        |
| ---- | ----------------------------------------------- | --- | ------------------------------- |
| S03  | 柳川停留場 （やながわ）                         | - グレースタワー - 広島銀行岡山支店 - おかやま信用金庫野田屋町支店 - 両備不動産 | 岡山電気軌道：○H 東山本線 (H03) |
| S04  | 郵便局前停留場 （ゆうびんきょくまえ）           | - クレド岡山 - ロッツビル（岡山ロフト） - 紀伊國屋書店クレド岡山店 - 岡山農業会館 - 交通オアシスビル - 岡山中央郵便局 ゆうちょ銀行岡山店 - 山陰合同銀行岡山支店 - 百十四銀行岡山支店 - 四国銀行岡山支店 - 天満屋岡山店 - 天満屋バスステーション - ジョリー（東宝系映画館） |                                 |
| S05  | 田町停留場 （たまち）                           | - 川崎医科大学総合医療センター - 川崎医療短期大学 - 愛媛銀行岡山支店 |                                 |
| S06  | 新西大寺町筋停留場 （しんさいだいじちょうすじ） | - 岡山表町商店街（3丁目） 西大寺町商店街 千日前商店街（岡山松竹・岡山日活） - 岡山表町3丁目劇場 - 香川銀行岡山支店 - 伊予銀行岡山支店 - 岡山ユニバーサルホテル |                                 |
| S07  | 大雲寺前停留場 （だいうんじまえ）               | - 大雲寺 - 岡山ユニバーサルホテル - ホテルレポーゼ岡山 |                                 |
| S08  | 東中央町停留場 （ひがしちゅうおうちょう）       | - 岡山桜町郵便局 |                                 |
| S09  | 清輝橋停留場 （せいきばし）                     | - 岡山大学（鹿田キャンパス） - 岡山大学病院 - 岡山市立中央図書館 - 岡山市立清輝小学校 - 中国銀行清輝橋支店 |                                 |

沿線の画像

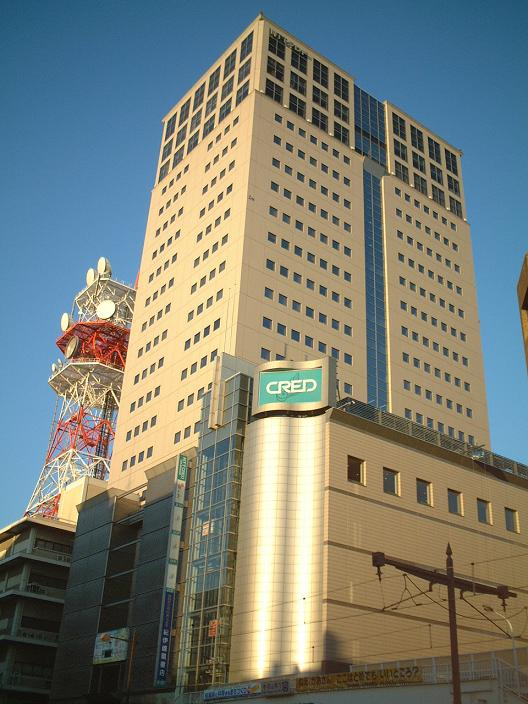
岡山クレド
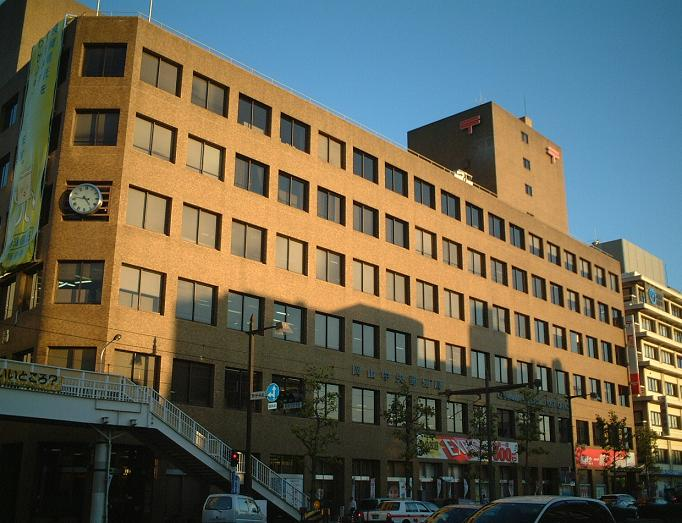
岡山中央郵便局
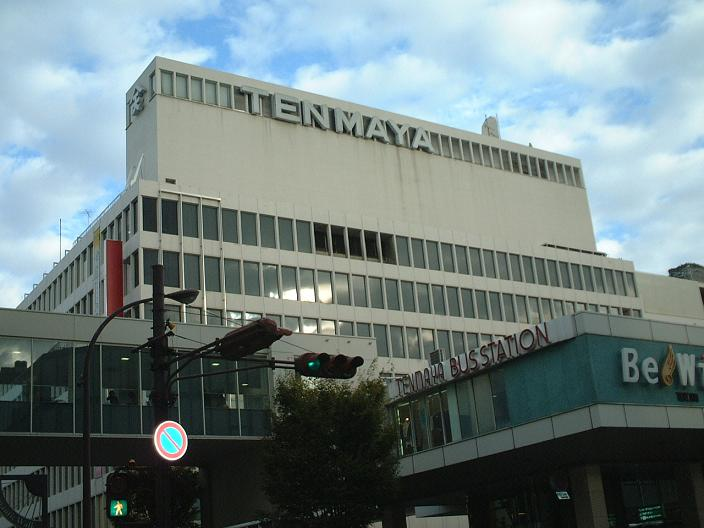
天満屋岡山本店
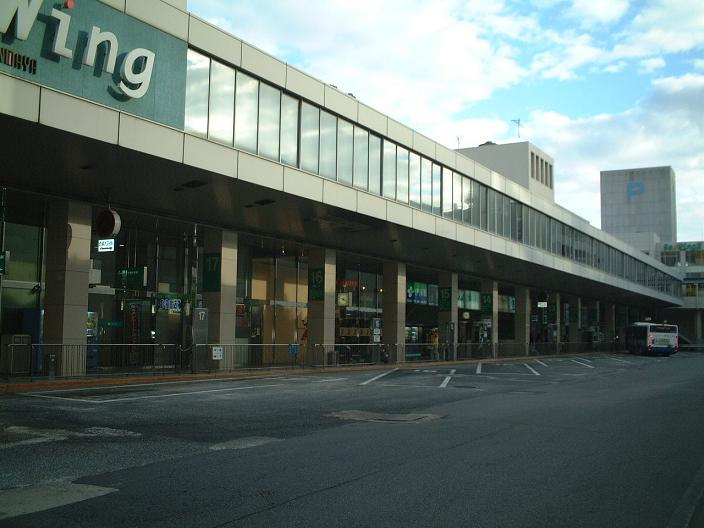
天満屋バスステーション
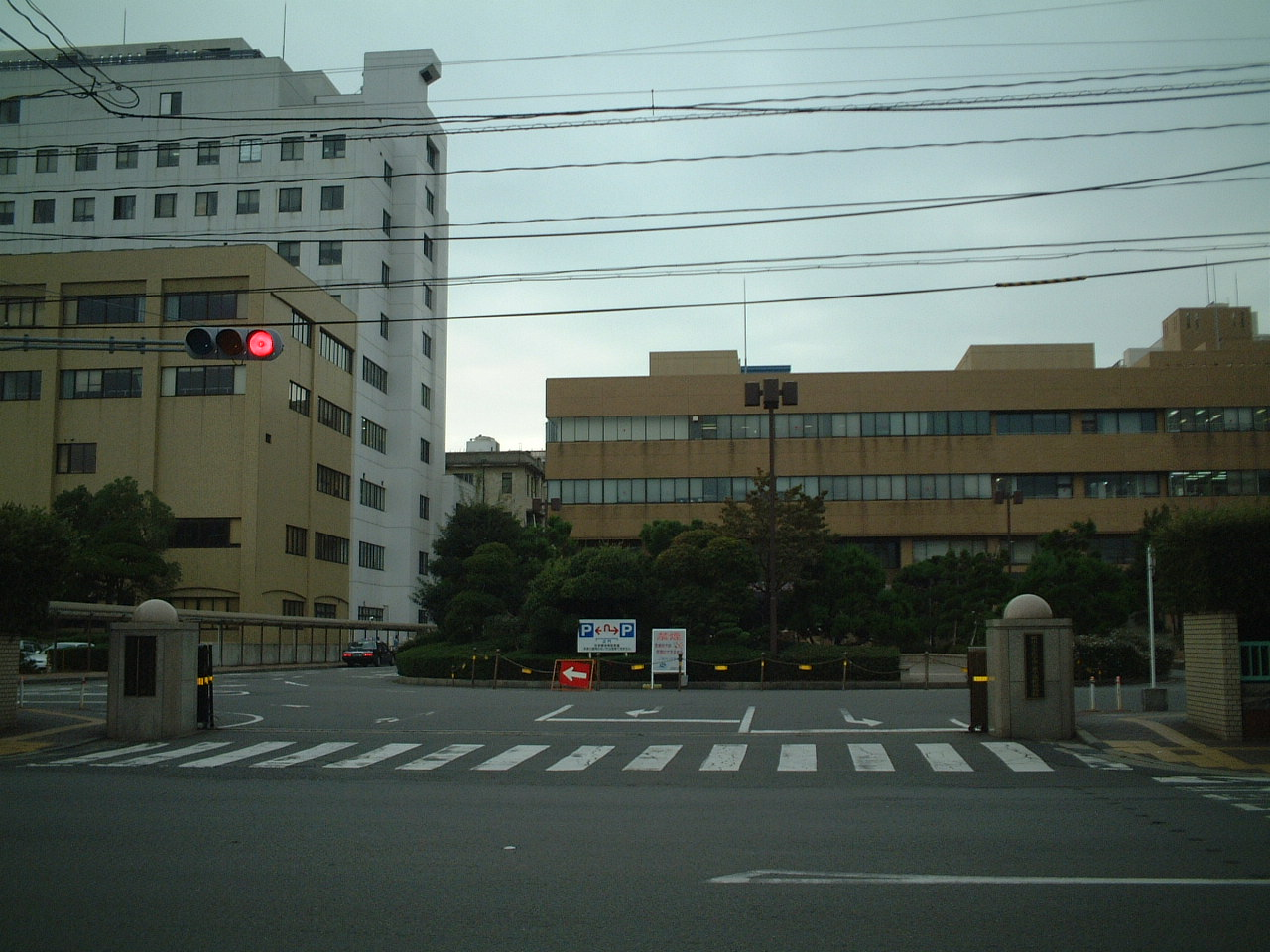
岡山大学病院（岡山大学鹿田キャンパス）

## 参考資料
1. ↑  森口誠之『鉄道未成線を歩く 〈私鉄編〉』JTB、2001年、p.177
2. ↑  『日本の都市と路面公共交通』学芸出版社、2006年12月30日、158頁頁。ISBN 4-7615-4078-8。
3. ↑  『岡山市主催大日本勧業博覧会誌』岡山市勧業課、1929年、29頁。
4. ↑  昭和11年(1936)発行岡山市中心部地図  岡山市立中央図書館
5. ↑  “おかでんチャギントン”.   岡山電気軌道 (2018年10月1日). 2018年11月11日閲覧。